# Joso
Joso (Josep Solana i Zapater, n. Santa Coloma de Gramanet, 23 de febrero de 1939) es un historietista y empresario español. Es el fundador de la Escola Joso, dedicada a la historieta.

## Trayectoria

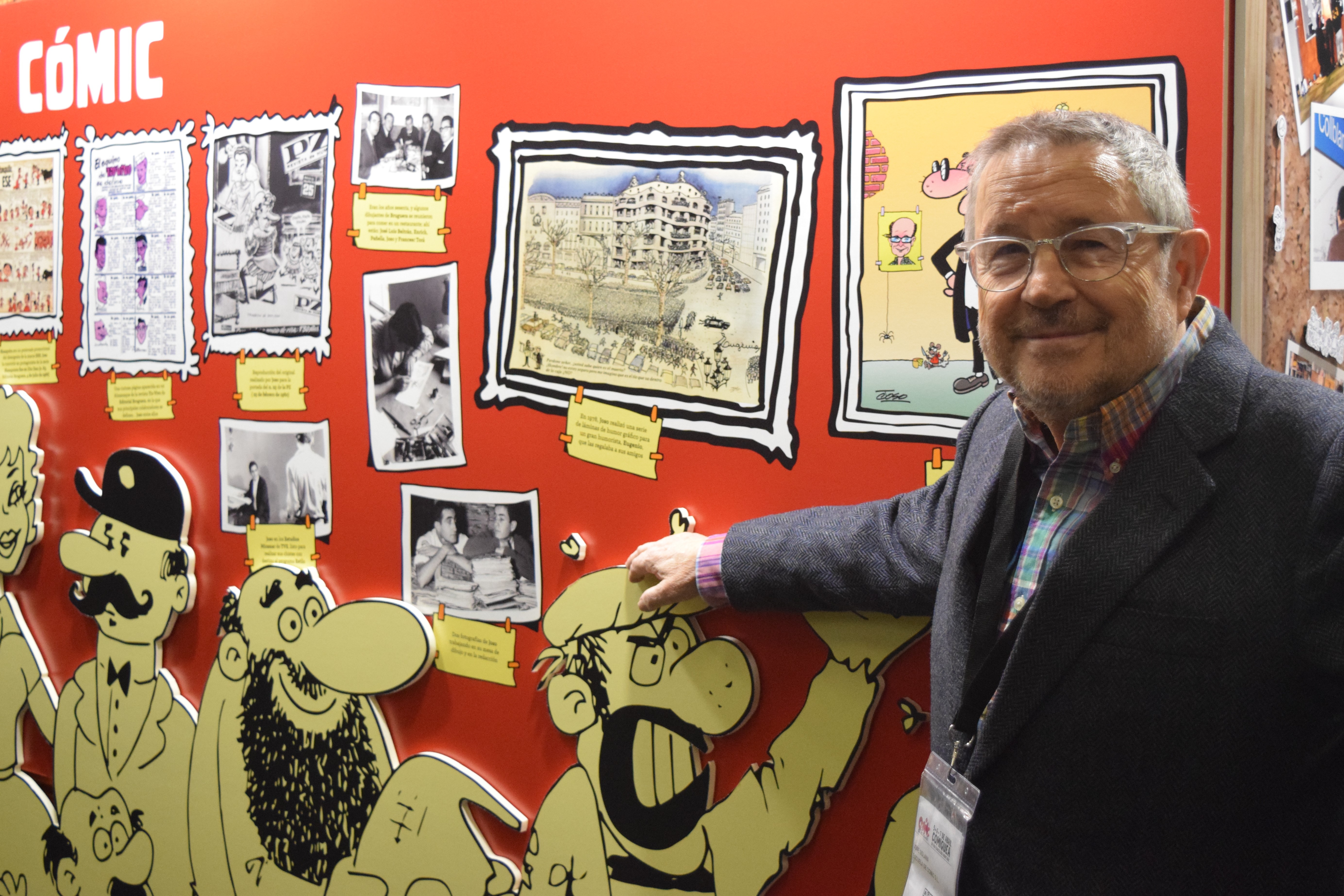
Joso en la ed. del 2019 del Salón Internacional del Cómic de Barcelona.

Josep Solana empezó muy joven a trabajar como historietista en la revista Tío Vivo, pero en los años 60 ya compaginaba esta labor con la publicidad, y puso en marcha un estudio propio con sus hermanos. En 1982, fundó la Escola Joso, dedicada la enseñanza de la disciplina.
Para el investigador Juan Antonio Ramírez, la obra de Joso para la Editorial Bruguera se caracterizó siempre por su equilibrio y sobriedad. No fue, como afirma Jesús Cuadrado, muy original, pero sí efectiva.

## Obra
| Años | Título                                    | Publicación |
| ---- | ----------------------------------------- | ----------- |
| 1958 | El sabio Eureka                           | Tío Vivo    |
| 1958 | Ríase de...                               | Tío Vivo    |
| 1958 | Lidia y su hermanito Jaimito              | Tío Vivo    |
| 1960 | Don Cuplé                                 | Tío Vivo    |
| 1965 | Marilín                                   | Din Dan     |
| 1965 | Pepito Almendritos                        | Tío Vivo    |
| 1966 | Epitafio Perdigón, que no da ni con cañón | Pulgarcito  |